# Elisabeth Chávez
Pour les articles homonymes, voir Chávez.
Elisabeth Chávez Hernández, née le 17 novembre 1990 à Los Realejos dans l'île de Tenerife (îles Canaries), est une joueuse internationale espagnole de handball évoluant au poste de pivot.

## Biographie
Après seulement trois ans de pratique, Elisabeth Chávez joue son premier en Première division à seulement 15 ans avec le club de La Perdoma aux îles Canaries.
En 2007, elle rejoint le centre de formation du BM Sagunto, le meilleur club espagnol depuis près de 30 ans. Pour sa première compétition internationale avec l'Espagne au championnat d'Europe 2008, elle contribue, essentiellement sur des tâches défensives, à la première médaille remportée par les Espagnoles. Puis, à l'été 2012, elle est la remplaçante de l'équipe nationale d'Espagne qui remporte une médaille de bronze aux Jeux olympiques de Londres mais apprend en court de compétition que son club est en faillite. Elle doit donc trouver un autre club en urgence et opte pour la France et l'OGC Nice, désormais entraîné par Sébastien Gardillou.
À l'été 2015, Elisabeth Chávez est recrutée par le CJF Fleury Loiret Handball, champion en titre. Pour sa première saison dans le Loiret, elle remporte la coupe de la Ligue face à son ancien club et atteint le tour principal de la Ligue des champions. Après le départ de son entraîneur emblématique Frédéric Bougeant, l'équipe est profondément remaniée et perd de nombreuses joueuses cadres. La saison suivante est plus compliquée sur le plan sportif et le club stagne en bas de classement, avec seulement trois victoires en dix matchs après la phase aller.
Pour la saison 2017-2018, elle s'engage avec Nantes, club ambitieux et en pleine progression, pour remplacer Priscilla Marchal. Mais elle se blesse gravement aux ligaments croisés du genou et passe un an et quatre mois à récupérer, avec difficultés. Elle signe alors en 2019 au Handball Plan-de-Cuques en D2.

## Palmarès

### En équipe nationale
Jeux olympiques
- 6e place aux Jeux olympiques de 2012 à Londres

championnats du monde
- troisième du championnat du monde 2011

championnats d'Europe
- finaliste du championnat d'Europe 2008
- finaliste du championnat d'Europe 2014

autres
- finaliste du championnat d'Europe jeunes en 2007[7]

### En club
- vainqueur de la coupe de la Ligue en 2016 (avec Fleury Loiret)